# Steve Gunn
Steve Gunn, né à Lansdowne en Pennsylvanie, est un auteur-compositeur-interprète vivant à Brooklyn. Son instrument de prédilection est la guitare,. 
Il a joué au sein du groupe des Violators de Kurt Vile en 2013,. 
Gunn a déclaré que ses influences musicales incluent Michael Chapman , La Monte Young , la musique indienne, John Fahey, Jack Rose, Robbie Basho et Sandy Bull .

## Discographie

### Albums studio
- Steve Gunn (2007)
- Sundowner (2008)
- End of the City (2009) (avec Shawn David McMillen)
- Too Early for the Hammer (2009)
- Boerum Palace (2009)
- Sand City (2010)
- Ocean Parkway (2012)
- Golden Gunn (2013)
- Time Off (2013)
- Melodies for a Savage Fix (2014) (avec  Mike Gangloff)
- Cantos De Lisboa (2014) (avec Mike Cooper)
- Way Out Weather (2014)
- Seasonal Hire (2015) (avec The Black Twig Pickers)
- Steve Gunn/Kurt Vile (2015) (avec Kurt Vile)
- Eyes on the Lines (2016)
- Bay Head (2017) (avec John Truscinski)
- The Unseen In Between (2019)

### Albums live
- Live at the Night Light (2011)
- Dusted (2017)